# Джонатан Гармсворт, 4-й віконт Ротермір
Джонатан Гарольд Есмонд Вер Гармсворт, 4-й віконт Ротермір (народився 3 грудня 1967 р.) — британський пер і спадкоємець газетної та медіа-імперії, заснованої його прадідом Гарольдом Сідні Гармсвортом, 1-м віконтом Ротерміром. Він є головою правління та власником контрольного пакету акцій Daily Mail і General Trust, раніше «Associated Newspapers», медіа-конгломерату, до складу якого входить Daily Mail.

## Життя та кар'єра
Лорд Ротермір здобув освіту в школі Гордонстоун та Університеті Дьюка.
Хармсворт обіймав різні посади в Associated Newspapers і був керуючим директором Evening Standard, коли раптова смерть його батька в 1998 році призвела до того, що він став контрольним акціонером і головою Associated і її материнської Daily Mail і General Trust незадовго до цього. свій 31-й день народження. Одна зміна, яку він запровадив після того, як став головою правління, полягає в тому, що директори повинні виходити на пенсію у віці 75 років.
Він має податковий статус без доміцилію (non-dom) і володіє своїм медіа-бізнесом через складну структуру офшорних холдингів і трастів.
За даними International Business Times:
«Власник Daily Mail не заперечував, що стверджував, що податкові пільги є «недомівськими», хоча він наполягав, що це тому, що його батько жив у Франції. Лорд Ротермір придбав Францію як своє «місце проживання» після свого народження, оскільки його батько придбав Французький «доміциль за вибором», ставши податковим вигнанцем у Парижі».
У 2013 році Private Eye повідомило, що статус недомівки може бути під сумнівом через його величний будинок Ферн Хаус у Вілтширі та статус вільного члена лондонського Сіті.
Він був прихильником колишнього лідера Консервативної партії Девіда Кемерона.

## Особисте життя
15 липня 1993 року Ротермір одружився з Клаудією ДеВріз, донькою Теренса Дж. Клеменса. У них п'ятеро дітей: 
- Вер Річард Джонатан Гарольд (нар. листопад 1994)[10]
- Елеонора Патриція Маргарет (нар. листопад 1996)[11]
- Теодора Майрі Ферне (нар. липень 2001)[12]
- Айріс Джеральдін Ліліан (нар. 2004)
- Альфред Норткліфф Сент-Джон (нар. 2010)

У 2002 році The Guardian повідомила, що Ротермір народив принаймні ще одну дитину до одруження. Ротермір підтвердив це у своїх свідченнях розслідуванню Левесона.